# Ferris Bueller
A Ferris Bueller 1990-ben bemutatott amerikai televíziós szitkomsorozat, ami John Hughes Meglógtam a Ferrarival című filmje alapján készült, azonban Hughes nem vett részt a sorozat készítésében. A műsor alkotója John Masius, a történet pedig a címszereplője és a családja mindennapjaiba enged betekintést. A főszerepet ezúttal Charlie Schlatter játszotta, mellette a főbb szerepekben Brandon Douglas, Ami Dolenz, Jennifer Aniston és Richard Riehle játszották.
A sorozatot az Amerikai Egyesült Államokban az NBC adta 1990. augusztus 23. és 1991. augusztus 11. között. Magyarországon a TV2 mutatta be 2002. április 27-én.

## Cselekmény
A sorozat bár alapjául veszi a Meglógtam a Ferrarival filmet, azt úgy kezeli, mint a sorozat világában létező produkciót, ami ténylegesen megtörtént dolgok alapján készült. A bevezető részben Ferris megjegyzi, hogy csalódott abban, ahogy Matthew Broderick alakította benne, és szét is vág láncfűrésszel egy Broderickről mintázott kartonfigurát. Ez a sorozat során az egyetlen, amikor reflektálnak a filmre.
A cselekmény Ferris kalandjait követi nyomon az Ocean Park High iskolában, ami a filmmel ellentétben itt Chicago helyett Santa Monicában található. Ferris itt is egy gyors észjárású, a többi diák által imádott srác, aki néha a negyedik falat áttörve a nézőkhez is kiszól. Az eseményekben Ferris társa a depressziós és neuritikus Cameron, aki barátja mellett néha fel tud engedni és a barátnő Sloan, akit a filmmel ellentétben nem tud itt annyira az ujja köré csavarni Ferris, és időnként meg kell őt győznie. A széria antagonistája Ed Rooney iskolaigazgató, aki mindig megpróbálja elkapni Ferrist, de általában a saját megaláztatásával érnek véget a próbálkozásai.

## Szereplők
| Színész           | Szerep          | Magyar hang |
| ----------------- | --------------- | ----------- |
| Charlie Schlatter | Ferris Bueller  |             |
| Richard Riehle    | Ed Rooney       |             |
| Sam Freed         | Bill Bueller    |             |
| Jennifer Aniston  | Jeannie Bueller |             |
| Ami Dolenz        | Sloan Peterson  |             |
| Brandon Douglas   | Cameron Frye    |             |
| Judith Kahan      | Grace           |             |
| Cristine Rose     | Barbara Bueller |             |

## Epizódok
| #   | Cím                                                   | Rendező              | Író                                                        | Premier                               | Nézettség   |
| --- | ----------------------------------------------------- | -------------------- | ---------------------------------------------------------- | ------------------------------------- | ----------- |
| 1.  | Pilot                                                 | Jonathan Lynn        | John Masius                                                | 1990. augusztus 23. 2002. április 27. | 22,9 millió |
| 2.  | Miből lesz a cserebogár? (Behind Every Dirtbag)       | Bill Bixby           | Michael J. Digaetano, Lawrence Gay                         | 1990. szeptember 17. 2002. május 4.   | 15,7 millió |
| 3.  | Embert barátjáról (Custodian of the People)           | Bethany Rooney       | Rob Ulin                                                   | 1990. szeptember 24. 2002. május 11.  | 16,0 millió |
| 4.  | Az új tanfelügyelő (Without You I'm Nothing)          | Steve Dubin          | Steve Pepoon                                               | 1990. október 1. 2002. május 18.      | 17,0 millió |
| 5.  | Kutyavilág (Between a Rock and Rooney's Place)        | James Whitmore Jr.   | Paul B. Price                                              | 1990. október 8. 2002. május 25.      | 19,9 millió |
| 6.  | El a kezekkel az autómtól! (A Dog and His Boy)        | Victor Lobl          | John Masius                                                | 1990. október 15. 2002. június 1.     | 18,9 millió |
| 7.  | Ferris Bueller rossz napja (Ferris Bueller Can't Win) | Steve Dubin          | Mary Conley                                                | 1990. október 22. 2002. június 8.     | 22,9 millió |
| 8.  | Buli Rooney-nál (Sloan Again, Naturally)              | Andy Tennant         | Kathy Slevin                                               | 1990. november 5. 2002. június 15.    | 16,4 millió |
| 9.  | Segítség, itt a nagyi! (Scenes from a Grandma)        | Arlene Sanford       | Michael J. Digaetano, Lawrence Gay, Steve Pepoon, Rob Ulin | 1990. november 12. 2002. június 22.   | 19,8 millió |
| 10. | Már megint Sloan! (Stand-In Deliver)                  | Bethany Rooney       | Andy Tennant                                               | 1990. november 26. 2002. június 29.   | 16,6 millió |
| 11. | Partnercsere (Baby You Can't Drive My Car)            | Bill Bixby           | Steve Pepoon                                               | 1990. december 3. 2002. július 6.     | 17,5 millió |
| 12. | Grace lelki válságban (Grace Under Pressure)          | Victor Lobl          | Rob Ulin                                                   | 1990. december 16. 2002. július 13.   | 8,3 millió  |
| 13. | Egy éjszaka a nagybetűs életben (A Night in the Life) | Christopher T. Welch | Evan Smith                                                 | 1991. augusztus 11. 2002. július 20.  | 4,7 millió  |

## Fogadtatás és elkaszálás
A sorozatot a filmhez képest nagyon negatív fogadtatásban részesült, rossz kritikákat kapott. Bár a sorozat előzetes bemutatásakor jó számokat hozott, a nézettsége nagyot csökkent, ráadásul sokszor hasonlították össze a sokkal sikeresebb, három évadot megélt Parker Lewis sohasem veszít című sorozattal. Egy 1990. október 5-ei interjú során az NBC vezetője, Warren Littlefield nyilatkozta, hogy esélyes a sorozat kaszálása a gyenge nézettség miatt, majd végül 1991. augusztus 11-én, 13 rész után véget is ért a sorozat.

## Fordítás
Ez a szócikk részben vagy egészben  a   Ferris Bueller (TV series) című angol Wikipédia-szócikk fordításán alapul.  Az eredeti cikk szerkesztőit annak laptörténete sorolja fel. Ez a jelzés csupán a megfogalmazás eredetét és a szerzői jogokat jelzi, nem szolgál a cikkben szereplő információk forrásmegjelöléseként.